# Straßenlauf-Länderkampf der Männer 1967 Schweiz – BR Deutschland – Niederlande
| 1. Leichtathletik-Länderkampf mit bundesdeutscher Beteiligung 1967       | 1. Leichtathletik-Länderkampf mit bundesdeutscher Beteiligung 1967 |
| ------------------------------------------------------------------------ | ------------------------------------------------------------------ |
|                                                                          |                                                                    |
| Straßenlauf-Vergleich der Männer: Schweiz – BR Deutschland – Niederlande |                                                                    |
| Austragungsort                                                           | Schwyz                                                             |
| Wettbewerbe                                                              | 1                                                                  |
| Datum                                                                    | 28. Mai 1967                                                       |
| 1. FRG 2. NLD 3. SUI                                                     | 5:17:12 h 5:18:26 h 5:36:13 h                                      |
| Chronik                                                                  |                                                                    |
| ← letzter LK 1966: 00FRG-FRA-SUI Geher (M)                               | AUT-FRG-GDR-SUI-00 CSK-HUN 10kampf (M) →                           |

Im ersten Vergleich des Länderkampfjahres 1967 wurde der fünfte Straßenlauf-Länderkampf veranstaltet zwischen den drei Nationen Bundesrepublik Deutschland, Schweiz und Niederlande. Die Begegnung wurde am 28. Mai in der Schweizer Gemeinde Schwyz ausgetragen. Die ersten vier Aufeinandertreffen seit 1963, als Luxemburg als vierte Nation dabei gewesen war, hatte das bundesdeutsche Team für sich entschieden. Die Niederlande hatte von 1963 bis 1965 stets den zweiten Platz belegt. Im letzten Jahr war die Schweiz auf Rang zwei vorgerückt.

## Wettbewerbe und Modus
Wie in den Straßenlauf-Begegnungen üblich stand ein Rennen über dreißig Kilometer auf dem Programm. Jede Nation stellte vier Läufer, von denen die drei Besten über die Addition ihrer Zeiten gewertet wurden.

## Ergebnis
Die gewerteten bundesdeutschen Läufer belegten die Ränge eins, zwei und sechs. Das reichte, um auch in der Addition ihrer Zeiten mit 5:17:12 h in der Gesamtwertung ganz vorne zu liegen. Die zweitplatzierten Niederländer auf den Rängen drei bis fünf hatten allerdings einen diesmal nur geringen Rückstand von etwas mehr als einer Minute. Knapp weitere achtzehn Minuten dahinter belegte die Schweiz auf den dritten Platz.

### 30-km-Straßenlauf
| Platz | Athlet                        | Land | Zeit (h) |
| ----- | ----------------------------- | ---- | -------- |
| 01    | Karl-Heinz Sievers            | FRG  | 1:43:52  |
| 02    | Friedrich-Wilhelm Wiggershaus | FRG  | 1:44:45  |
| 03    | Aad Steylen                   | NLD  | 1:45:21  |
| 04    | Dirk de Bruin                 | NLD  | 1:46:06  |
| 05    | Huub Coumans                  | NLD  | 1:46:59  |
| 06    | Hans-Dieter Simonsen          | FRG  | 1:48:35  |
| 07    | Wim Hol                       | NLD  | 1:48:59  |
| 08    | Josef Gwerder                 | SUI  | 1:49:57  |
| 09    | Hubert Riesner                | FRG  | 1:51:13  |
| 10    | Alois Gwerder                 | SUI  | 1:51:34  |
| 11    | Peter von Ballmoos            | SUI  | 1:54:42  |
| 12    | Albrecht Moser                | SUI  | 2:03:54  |